# Bartolomeo Cannizzo
Bartolomeo Cannizzo (Giarratana, 22 giugno 1905 – 6 aprile 1967) è stato un politico italiano.

## Formazione
Personaggio di grande cultura ed intelligenza, non di Siracusa, ma considerato tale dai siracusani, frequentò il liceo classico "Tommaso Gargallo", mettendo così le radici a Siracusa.
Proseguì gli studi universitari a Roma e si laureò in Giurisprudenza a soli vent'anni, con il massimo dei voti e lode, alla "Sapienza".
Bartolomeo Cannizzo arrivò a parlare ben sette lingue: inglese, francese, tedesco, spagnolo, russo, arabo, e libico.

## Carriera politica
La carriera politica di Cannizzo inizia con la elezione a consigliere comunale di Siracusa.
Ma era già stato eletto quale membro dei "settantacinque" Padri Costituenti, e nel 1946, deputato dell'Assemblea Costituente, avendo aderito al Fronte dell'Uomo Qualunque.
Nel 1953, da Deputato ricoprì la carica di Assessore alla Pubblica Istruzione all'Assemblea Regionale Siciliana, dove tornò nel 1955.
Cannizzo lavorò moltissimo per la Pubblica Istruzione in Sicilia, si batté per combattere l'analfabetismo, per la istituzione delle Scuole Popolari e Sussidiarie, le Professionali, le Colonie Scolastiche, per accrescere le attrezzature degli Istituti superiori e dare un migliore assetto alle Scuole Magistrali.
Nel 1963 fu eletto alla Camera dei deputati e fece parte della Commissione Giustizia, della Giunta delle Elezioni, e della Commissione Affari Costituzionali e in questi organismi lavorò tanto e bene, ma non dimenticò mai, malgrado i numerosi impegni, di consolidare la sua cultura e di intensificare l'attività di conferenziere.
Fu presidente della Commissione Giustizia dal 1963 fino alla morte.
Da deputato Cannizzo si fece notare per diversi suoi interventi:
- quelli sulla preparazione della legge sul divorzio con Fortuna e Baslini;
- quelli sull'impedimento del Presidente della Repubblica Antonio Segni.

Quando morì, nel 1967, era vice presidente del gruppo parlamentare liberale (PLI), della cui ideologia fu strenuo sostenitore per tutta la vita. Venne sostituito alla Camera dal collega di partito Sebastiano Fulci.
Noto e stimato, Cannizzo lascia come eredità politica la sua fermezza di idee,in difesa delle libertà democratiche, nell'unità europea, dell'economia di mercato, della libera iniziativa e delle leggi protettive dell'interesse pubblico e dei lavoratori dipendenti e autonomi.

## Altri interessi
Amava anche lo sport - fu presidente dell'Associazione sportiva Siracusa e del Circolo Canottieri Ortigia.